# Anostraca
Anostraca là một trong bốn bộ động vật giáp xác trong lớp Branchiopoda, các thành viên của nó còn được gọi là Tôm tiên. Chúng thường dài 6–25 mm (0,24-0,98 in, đặc biệt lên tới 70 mm hay 6,7 in). Phần lớn các loài có 20 phân đoạn cơ thể, mang 11 cặp phyllopodia (chân bơi giống như lá cây), và cơ thể thiếu mai. Chúng sống trong các vũng nước mùa xuân và hồ siêu mặn trên toàn thế giới, bao gồm cả hồ trong sa mạc, trong hồ núi phủ băng và Nam Cực. Chúng bơi "lộn ngược" và tìm thức ăn bằng cách lọc các hạt hữu cơ từ nước hoặc bằng cách cạo tảo từ bề mặt. Chúng là một thực phẩm quan trọng đối với nhiều loài chim và cá, và được nuôi và thu hoạch để làm thức ăn cho cá.

## Sự đa dạng

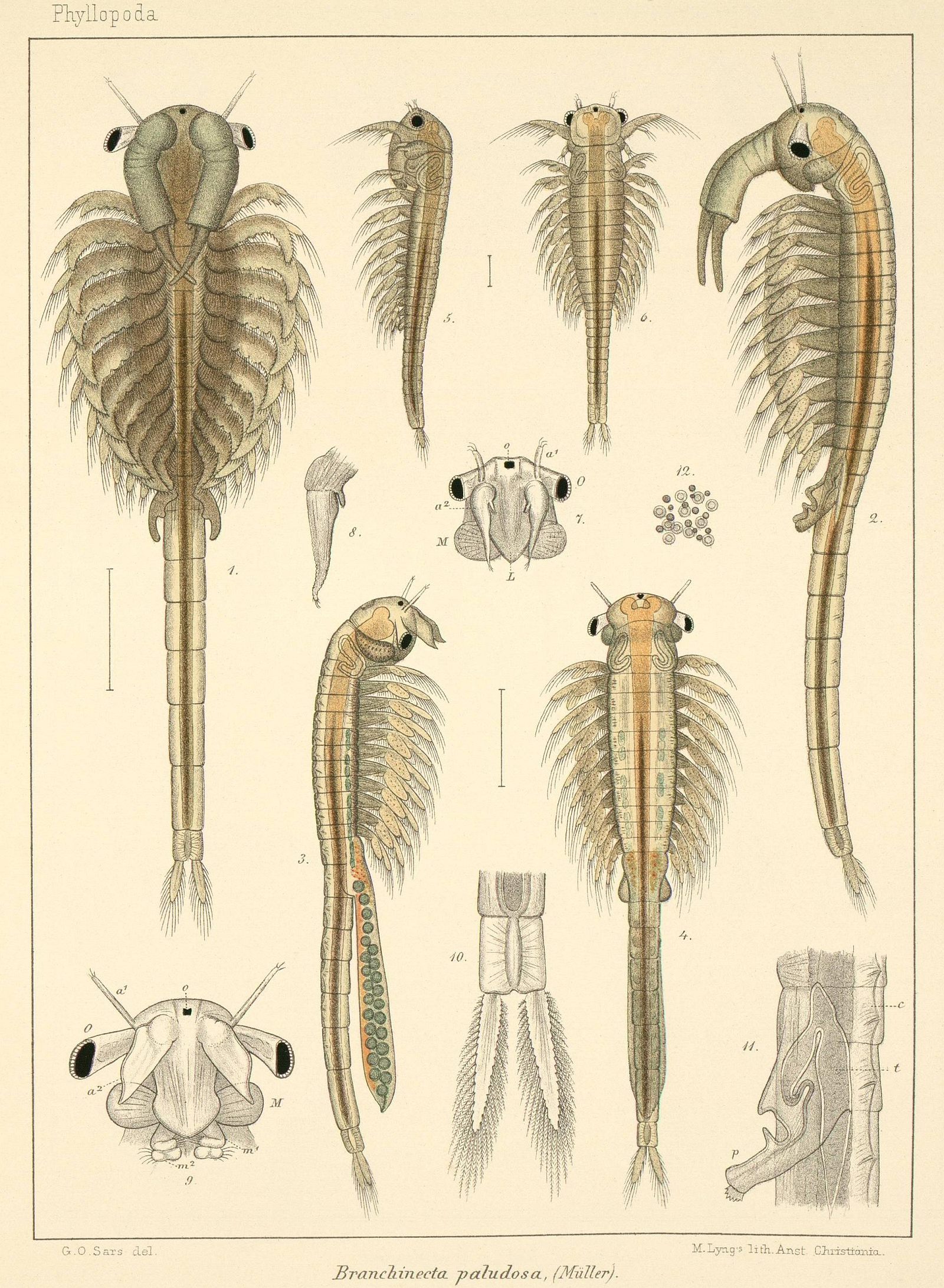
Bản vẽ giải phẫu của Branchinecta paludosa (Branchinectidae) từ Fauna Norvegiae của Georg Ossian Sars (1896).

Anostraca là đa dạng nhất trong số 4 bộ của Branchiopoda. Nó bao gồm khoảng 300 loài trong 26 chi và 8 họ:
- Artemiidae – 1 chi, 9 loài.
- Branchinectidae – 1 chi, 45 loài.
- Branchipodidae – 5 chi, 35 loài.
- Chirocephalidae – 9 chi, 81 loài.
- Parartemiidae – 1 chi, 13 loài.
- Streptocephalidae – 1 chi, 56 loài.
- Tanymastigidae – 2 chi, 8 loài.
- Thamnocephalidae – 6 chi, 62 loài.